# Arthur Joffé
Pour les articles homonymes, voir Joffé.
Arthur Joffé, né à Paris le 20 septembre 1953, est un réalisateur, scénariste et producteur francais.

## Biographie

### Famille
Arthur Joffé est le fils du réalisateur Alex Joffé.
Il n'a pas de lien de parenté avec le cinéaste britannique Roland Joffé.

### Carrière
Après son bac, il devient photographe de presse. Pendant ses études à l'IDHEC, il coréalise avec Emilio Pacull, Hollywood now, un documentaire sur le travail de John Cassavetes, Miloš Forman et François Truffaut.
Deux courts métrages qu’il réalise remportent des prix prestigieux : le Grand Prix du Festival des films du monde de Montréal pour La Découverte, en 1980, et une Palme d'or au festival de Cannes pour Merlin ou le Cours de l'or, en 1982. Bien que produit par l'INA pour la télévision, le film Casting, obtient le Prix de la Jeunesse au Festival de Festival de Cannes en 1983.
En 1985, il  réalise Harem, avec Nastassja Kinski et Ben Kingsley, qui obtient cinq nominations lors de la 11e cérémonie des César dont celui de la meilleure première œuvre. 
Il dirige ensuite trois longs métrages : Alberto Express, Que la lumière soit ! et Ne quittez pas !, avant de filmer sur trois années, Le Feu sacré, un documentaire qui tente d’exprimer une autre façon d’aimer.

## Filmographie

### Cinéma

#### Longs métrages
- 1985 : Harem
- 1990 : Alberto Express
- 1998 : Que la lumière soit !
- 2004 : Ne quittez pas !

#### Courts métrages
- 1980 : La Découverte
- 1982 : Merlin ou le Cours de l'or
- 1998 : Urgence
- 2009 : L'Eau vive

### Télévision
- 1982 : Casting, produit par l'INA, série de fictions « Télévision de chambre » (épisode 5)

### Documentaires
- 1975 : Hollywood now coréalisé avec Emilio Pacull
- 2015 : Le Feu sacré

### Acteur
- 1986 : Hôtel du paradis de Jana Bokova
- 1996 : Amour et Confusions de Patrick Braoudé : apparition
- 1998 : Que la lumière soit ! de lui-même : Dieu/le somnambule
- 2004 : Ne quittez pas ! de lui-même : le psychanalyste

## Distinctions
- 1980 : Grand Prix du court métrage au Festival des films du monde de Montréal, pour La Découverte
- 1982 : Palme d'or du court métrage au Festival de Cannes, pour Merlin ou le Cours de l'or
- 1983 : Prix de la jeunesse au Festival de Cannes 1983, sélection Perspectives du Cinéma français pour Casting
- 1986 : Nomination pour le César de la meilleure première œuvre pour Harem
- 2023 : Sélection officielle Cannes Classics pour Alberto Express